# Grablje (Republika Serbska)
Grablje (cyr. Грабље) – wieś w Bośni i Hercegowinie, w Republice Serbskiej, w gminie Ljubinje. W 2013 roku liczyła 25 mieszkańców.